# (32509) 2001 MW29
2001 MW29 (asteroide 32509) é um asteroide da cintura principal. Possui uma excentricidade de 0.12974180 e uma inclinação de 12.51174º.
Este asteroide foi descoberto no dia 28 de junho de 2001 por NEAT em Haleakala.